# Клин (Горское сельское поселение)
Клин — деревня в Солецком районе Новгородской области.

## География
Находится в западной части Новгородской области на расстоянии приблизительно 25 км на запад-юго-запад по прямой от районного центра города Сольцы.

## История
Деревня отмечалась еще на карте 1840 года. В 1877 году здесь (деревня Порховского уезда Псковской губернии) было учтено 6 дворов. До 2020 года входила в состав Горского сельского поселения до его упразднения.

## Население
Численность населения: 52 человека (1909 год), 88 (русские 100 %) в 2002 году, 67 в 2010.